# Erasmo Wong
Erasmo Jesús Rolando Wong Lu-Vega (Lima, 3 de enero de 1944) es un ingeniero civil y empresario peruano. Actualmente opera los centros comerciales Plaza Norte y Mall del Sur, el Gran Terminal Terrestre de Lima, la cadena de restaurantes Mediterráneo y la empresa maderera Maderacre, entre otros, así como el presidente del canal de televisión Willax.

## Primeros años
Erasmo Wong Lu nació en Lima el 3 de enero de 1944. Fue hijo del inmigrante chino Erasmo Wong Chiang (1912-2007), quien fundó la cadena de supermercados Wong, y de Ángela Lu Vega. Su padre llegó al Perú a los once años. Cuando era niño, Wong se mantuvo ocupado con lecciones de piano, acordeón, taquigrafía y mecanografía. Vivió en un departamento de la clase alta del distrito de San Isidro y asistió al colegio privado Colegio San Andrés.
Posteriormente, Wong se graduó de ingeniero civil en la Universidad Nacional de Ingeniería y obtuvo posgrados en administración de la Universidad de Piura.

## Carrera profesional
Erasmo hijo y su hermano Edgardo establecieron y atendieron en una granja avícola durante diecisiete años. Wong repentinamente se convirtió en el jefe de la cadena de supermercados de su familia, además de Metro, que luego empleó a más de ocho mil empleados, adelantando a la empresa a los competidores chilenos. Bajo el gobierno de Alberto Fujimori, quien se rodeó de muchos colaboradores asiáticos y aproximó la presencia de China en Perú a principios del siglo XXI, Wong se acercó a empresarios y sociálites peruanos, lo que estableció su estatus social alto. En 1992 obtuvo el reconocimiento de El empresario del año realizado por el Instituto Peruano de Administración de Empresas.
En diciembre de 2007, cuando controlaban el sesenta y dos por ciento del mercado de abarrotes de Lima en ese momento, la familia de Wong vendió los supermercados Wong y su grupo corporativo (ahora Cencosud Perú) al minorista chileno Cencosud por USD $ 500 millones. Tras eso, el antes presidente Erasmo permaneció como miembro de la junta directiva del supermercado, hasta presentar su carta de renuncia en 2015.
Tras la venta de la cadena comercial, Wong Lu-Vega fundó y lideró el conglomerado Corporación E.W., con sede peruana, que también se estableció en las Islas Vírgenes Británicas y Panamá.  Entre 2004 y 2016 participó con el Estado para campañas de salud. En 2009 fundó Plaza Norte, que posteriormente se amplió con el concesionario Expomotor y su terminal terrestre. En el 2013 adquirió la microfinanciera Nueva Visión para volverlo en sucursal de la Caja Prymera, una caja rural que el Grupo Wong compró en el 2000.
En 2012 formó a una super empresa a Azucareras Andahuasi. Anteriormente, medios locales reportaron citas en el restaurante Brujas de Cachiche con Omar Chehade, responsable del desalojo de los terrenos Andahuasi. Erasmo negó cualquier intención de desalojo al respecto.
En noviembre de 2015 el magnate compró Willax Televisión, un canal de televisión que con el paso del tiempo los medios de comunicación internacionales describieron como promotor de posturas políticas conservadoras y de derecha. El canal habría contado con el respaldo de grupos radicales, afines al fujimorismo, durante una campaña de desprestigio contra el periodista Gustavo Gorriti en 2024, así como a los fiscales anticorrupción Rafael Vela y José Domingo Pérez.
Perú.21 informó en 2019 que un grupo de inversionistas peruanos intentó comprar la sucursal periodística del Grupo El Comercio en lo que se denominó "Operación Caledonia", y la operación habría recibido asistencia del ex alcalde de la ciudad de Nueva York y anterior asesor de Keiko Fujimori Rudy Giuliani. Según el periodista Augusto Álvarez Rodrich, la Operación Caledonia incluyó además de Wong al grupo y el político de Fuerza Popular José Chlimper.
En 2021 la corporación E.W. confirmó en un comunicado para la Superintendencia del Mercado de Valores que deja de formalizarse. Como resultado, algunas de sus empresas fueron transferidas a Wong Hold SAC, cuyos dueños son Wong Lu-Vega y a su hijo Erasmo Wong Kongfook. El resto pasaron a ser administradas directamente por Wong Lu-Vega.
En 2022, la Municipalidad de Lima, bajo el mando de Rafael López Aliaga, entregó la medalla de Lima por su trayectoria empresarial. Al año siguiente, la Universidad San Ignacio de Loyola, del empresario Raúl Diez Canseco Terry, le dio la distinción de «Valores Democráticos», siendo el primer empresario en obtenerlo.
En 2025, Wong donó 40 millones de soles a la Municipalidad de Lima, según confesó López Aliaga en una declaración pública, para conectar la Vía Expresa Sur con el centro comercial Mall del Sur.

## Vida personal
Wong creó en 1999 la Asociación Peruana China (APCH), en que dirigió Integración y actualmente es presidente. Según Look Lai and Tan, Wong tenía un patrimonio neto de USD $ 500 millones en 2010. De su patrimonio, se incluyen arte chino decorado en su vivienda, como también autos exóticos, como Porsche 911, Ferraris y McLaren 720S.
En el ámbito político, Wong fue miembro de la Coordinadora Republicana, uno de los colectivos fuertemente vinculados con ideas conservadoras. Además, participó en la promoción de mítines para políticos de derechas en Perú, especialmente para Keiko Fujimori durante las elecciones generales de 2021. También financió la campaña de Fujimori para las elecciones generales de 2011.

## Controversias
En 2021, el Ministerio Público realizó un peritaje en que se mostró un desbalance patrimonial de 35 millones de soles. Luego, la fiscal Manuela Villar, titular del Segundo Despacho de la Primera Fiscalía Supraprovisional Especializada en Lavado de Activos, elaboró un nuevo informe, donde descartó alguna sospecha fiscal al reconocer la venta de Wong y Metro a la cadena Cencosud.[cita requerida]
En 2023, Hilldebrandt en sus Trece reportó una nueva denuncia de la institución hacia el empresario. A su vez, la fiscal Manuela Villar acusó al empresario Erasmo Wong por los fondos de la azucarera Andahuasi.